# 王海滨

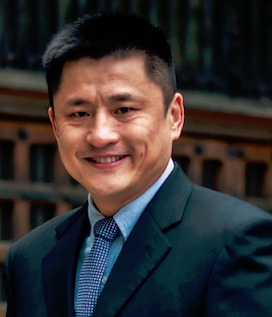
2019年的王海滨

王海滨（1973年12月15日—），江苏南京人，中國退役击剑运动员，现任中国击剑协会主席、中国男子花剑队主教练。
自1992年至2004年，曾經參加4屆夏季奥运会。1996、2000和2004年，王海滨与叶冲、董兆致参加夏季奥运会男子花剑团体赛，更在2000和2004年获得奧運會银牌。
2005年退役后，王海滨出任中国男子花剑队主教练，负责的运动员有雷聲、朱俊、吴汉雄。